# Androrangavola (Ifanadiana)
Androrangavola est une commune rurale malgache située dans la région de Vatovavy.